# Adolfo Leris
Adolfo Leris (Torino, 17 agosto 1843 – Roma, 1º agosto 1918) è stato un funzionario e politico italiano.